# Sergio Vodanović
Sergio Vodanović (Split, 1926. – 2001.) je čileanski književnik hrvatskog podrijetla. Piše drame. Podrijetlom je s otoka Brača. 
Bitnom je osobom u čileanskom kazalištu. S njime je prekinulo dotadašnju populističku praksu i profesionaliziralo se. To je bilo 1950-ih godina. Osuvremenio je i dramu. Likove svojih djela je psihološki znatno obradio.
Osim drama, napisao je scenarije za brojne televizijske drame i televizijske serije. Prevođen je na strane jezike. 
Po njegovoj želji, dio njegova pepela njegova supruga i kćer su isule u Jadransko more, u Brački kanal, a drugi u Tihi ocean.